# 2013 UEFAスーパーカップ
2013 UEFAスーパーカップ（英語: 2013 UEFA Super Cup）は欧州サッカー連盟（UEFA）が開催し、前年度シーズンのUEFAチャンピオンズリーグの勝者とUEFAヨーロッパリーグの勝者が戦う38回目のUEFAスーパーカップである。試合はUEFAチャンピオンズリーグ 2012-13の勝者バイエルン・ミュンヘンと、UEFAヨーロッパリーグ 2012-13の勝者チェルシーFCの間で行われた。
前年度までの試合会場はモナコのスタッド・ルイ・ドゥであったが、今年度より年度ごとに試合会場が変更され、本年度はチェコ・プラハのエデン・アレナで2013年8月30日に開催された。1998年にUEFAスーパーカップが1試合制となって以降、モナコ以外で初めて試合が開催されることになった。

## 会場
エデン・アレナは2008年5月に開場したスタジアムで、同じ場所に建てられていた同名のスタジアムから名前が採られている。エデン・アレナはチェコの国内サッカーリーグ、ガンブリヌス・リガでプレーするSKスラヴィア・プラハのホームスタジアムである。

## 出場チーム
| チーム                 | 出場資格                             | 出場記録 (太字は優勝を表す) |
| ---------------------- | ------------------------------------ | --------------------------- |
| バイエルン・ミュンヘン | UEFAチャンピオンズリーグ 2012-13優勝 | 1975、1976、2001            |
| チェルシー             | UEFAヨーロッパリーグ 2012-13優勝     | 1998、2012                  |

## 概要
バイエルンとチェルシーがUEFAの舞台で対戦するのは、2012年ミュンヘンでの決勝以来である。このときはチェルシーが地元開催で勢いに乗るバイエルンにPK戦で勝ち、クラブ史上初、そしてロンドンのチームでは初のビッグイヤーを手に入れた。対するバイエルンは11-12シーズンの雪辱をトレブルというかたちで晴らすことができたチームである。また、両チームともバイエルンはグアルディオラ、チェルシーは6年ぶりに監督復帰となったモウリーニョともに監督就任して初の国際マッチとなる。ちなみに両監督は10-11シーズンと11-12シーズンで永遠のライバルの監督として務めてきた経歴がある。

## 試合
| 2013年8月30日 19:45 UTC+1 |

| バイエルン・ミュンヘン                   | 2–2 (延長) | チェルシー                               |
| リベリー 47分 · マルティネス 120+1分     | レポート   | トーレス 8分 · アザール 93分             |
|                                          | PK戦       |                                          |
| アラバ クロース ラーム リベリー シャチリ | 5–4        | ルイス オスカル ランパード コール ルカク |

| エデン・アレナ, プラハ 観客数: 17,786人 主審: ヨナス・エリクソン |

| バイエルン・ミュンヘン | チェルシー |

| GK                         | 1  | マヌエル・ノイアー         |      |      |
| RB                         | 13 | ラフィーニャ               |      | 56分 |
| CB                         | 17 | ジェローム・ボアテング     | 84分 |      |
| CB                         | 4  | ダンテ                     |      |      |
| LB                         | 27 | ダヴィド・アラバ           |      |      |
| DM                         | 21 | フィリップ・ラーム         |      |      |
| RM                         | 10 | アリエン・ロッベン         |      | 96分 |
| CM                         | 25 | トーマス・ミュラー         |      | 71分 |
| CM                         | 39 | トニ・クロース             |      |      |
| LM                         | 7  | フランク・リベリー         | 23分 |      |
| CF                         | 9  | マリオ・マンジュキッチ     |      |      |
| サブメンバー:              |    |                            |      |      |
| GK                         | 22 | トム・シュターケ           |      |      |
| DF                         | 5  | ダニエル・ファン・ブイテン |      |      |
| DF                         | 26 | ディエゴ・コンテント       |      |      |
| MF                         | 8  | ハビ・マルティネス         |      | 56分 |
| MF                         | 19 | マリオ・ゲッツェ           |      | 71分 |
| MF                         | 11 | ジェルダン・シャチリ       |      | 96分 |
| FW                         | 14 | クラウディオ・ピサーロ     |      |      |
| 監督:                      |    |                            |      |      |
| ジョゼップ・グアルディオラ |    |                            |      |      |

| GK                   | 1  | ペトル・チェフ                 |           |       |
| RB                   | 2  | ブラニスラヴ・イヴァノヴィッチ | 120分     |       |
| CB                   | 24 | ガリー・ケーヒル               | 41分      |       |
| CB                   | 4  | ダヴィド・ルイス               | 66分      |       |
| LB                   | 3  | アシュリー・コール             | 118分     |       |
| CM                   | 7  | ラミレス                       | 64分 85分 |       |
| CM                   | 8  | フランク・ランパード           |           |       |
| RW                   | 14 | アンドレ・シュールレ           |           | 87分  |
| AM                   | 11 | オスカル                       |           |       |
| LW                   | 17 | エデン・アザール               |           | 113分 |
| CF                   | 9  | フェルナンド・トーレス         | 90分      | 98分  |
| サブメンバー:        |    |                                |           |       |
| GK                   | 23 | マーク・シュワルツァー         |           |       |
| DF                   | 26 | ジョン・テリー                 |           | 113分 |
| DF                   | 28 | セサル・アスピリクエタ         |           |       |
| MF                   | 5  | マイケル・エッシェン           |           |       |
| MF                   | 12 | ジョン・オビ・ミケル           |           | 87分  |
| MF                   | 10 | フアン・マタ                   |           |       |
| FW                   | 18 | ロメル・ルカク                 | 99分      | 98分  |
| 監督:                |    |                                |           |       |
| ジョゼ・モウリーニョ |    |                                |           |       |

| MVP: 副審: Mathias Klasenius (スウェーデン) Daniel Wärnmark (スウェーデン) 第4審判: Stefan Wittberg (スウェーデン) 追加副審: Stefan Johannesson (スウェーデン) Markus Strömbergsson (スウェーデン) | 試合ルール - 試合時間は90分。 - 90分終了後同点の場合30分の延長戦が行われる。 - 120分終了後同点の場合PK戦が行われる。 - 控えの登録人数は7人。 - 最大交代人数は3人。 |